# Aransas County
Aransas County er et county i den amerikanske delstat Texas beliggende i den syd-østlige del af delstaten. Aransas County grænser op imod den Mexicanske Golf i sydøst, Calhoun County i nordøst, Nueces County i syd, San Patricio County i vest og mod Refugio County i nordvest.
Aransas Countys  areal er 1.367 km², hvoraf 715 km² er vand. Aransas County havde i 2000  22.497 indbyggere.
Det administrative centrum ligger i byen Rockport. 